# Asier Riesgo
Asier Riesgo Unamuno (Deva, Guipúzcoa, España, 6 de octubre de 1983) es un exfutbolista español que jugaba como portero.

## Biografía

### Inicios
Formado en el Amaikak Bat de su localidad natal, ingresó en la Real Sociedad en edad infantil. La temporada 2001-02 dio el salto a la Real Sociedad B y al año siguiente se fue cedido al Éibar, donde estuvo durante temporada y media jugando en la Segunda División

### Real Sociedad
En marzo de 2004 una lesión del portero de la Real Sander Westerveld hizo que Riesgo ingresara en el primer equipo de la Real Sociedad como portero suplente. Riesgo no llegó a jugar con el primer equipo durante la temporada 2003-04, excepto en algún amistoso y en un efímero torneo de nuevo cuño (la Copa Vasca), ya que Alberto López ocupó la portería hasta la recuperación de Westerveld.
En la temporada 2004-05 Westerveld fue apartado del equipo por su alta ficha y el veterano Alberto fue relegado a la suplencia para dar minutos a Riesgo. Así durante las temporadas 2004-05 y 2005-06, Riesgo fue el portero titular de la Real Sociedad en Primera División.
Para la temporada 2006-07 fue fichado el portero internacional chileno Claudio Bravo como competencia de Riesgo. Bravo desplazó de la titularidad a Riesgo que jugó unos pocos partidos. En esa temporada, la Real Sociedad acabó descendiendo a Segunda División. Durante 3 temporadas y media Riesgo disputó 78 partidos en la Primera División.
La temporada 2007-08, en Segunda División, Riesgo desplazó de la titularidad a Bravo y se mantuvo durante toda la temporada en el puesto. Jugó 43 partidos y quedó tercero del Trofeo Zamora al portero menos goleado de segunda. La Real Sociedad se quedó a un puesto del ascenso.

### Recreativo de Huelva
De cara a la temporada 2008-09 los graves problemas económicos de la Real Sociedad, inmersa en la Ley concursal, obligaron a ceder a Riesgo. Fue cedido por una temporada al Recreativo de Huelva a cambio de 350.000 euros y de que el equipo onubense se hiciera cargo de la totalidad de su ficha. El Recreativo se reservó una opción de compra por 4,3 millones de euros, que finalmente no hizo efectiva. El equipo andaluz acabó descendiendo al finalizar la temporada a Segunda División. Tras descender de categoría, el Recreativo decidió no ejecutar la opción de compra que tenía.

### Vuelta a la Real Sociedad
Riesgo regresó de esa forma a la Real Sociedad de cara a la temporada 2009-10, teniendo el jugador todavía una temporada de contrato con la Real Sociedad. Riesgo jugó 7 partidos como titular a lo largo de la temporada debido a las bajas de Bravo, bien por compromisos de su selección, bien por lesión, turnándose con Zubikarai en la suplencia. En el tramo final de la temporada sufrió él mismo una lesión, lo que le impidió acabar la temporada como titular. En la temporada 2009-10 la Real Sociedad logró el ascenso. Al terminar la temporada su contrato con la Real Sociedad expiró.

### Club Atlético Osasuna
En 2010 fichó por el Club Atlético Osasuna como agente libre. Ricardo fue el portero titular y Riesgo disputó 2 encuentros de Copa del Rey durante esa temporada.
En la temporada 2011-12 Riesgo debutó en la primera jornada de Liga como titular en el Vicente Calderón. Sin embargo se lesionó casi al final del primer tiempo y tuvo que dejar su puesto al joven canterano Andrés Fernández. Desde entonces Andrés Fernández se hizo con la titularidad y Riesgo fue suplente el resto de la temporada.
En la 2012-13 con Andrés Fernández como portero titular, Riesgo jugó su tercera temporada como osasunista. Riesgo disputó los partidos de Copa del Rey. A finales de 2012 sufrió una lesión entrenando al fracturarse un hueso del pie, lo que le dejó los 3 meses iniciales de 2013 sin jugar. Osasuna contrató a Ricardo, ya retirado, para sustituirlo durante esos meses. Riesgo volvió a la titularidad en el último partido de Liga, una derrota por 4:2 frente al Real Madrid, partido en el que jugó también unos minutos Ricardo.
En la temporada 2013-14 el rol de Riesgo en la plantilla osasunista siguió siendo el de suplente de Andrés. Jugó los partidos de Copa del Rey y solo participó en la liga el 18 de enero en un partido ante el Granada CF (1:1) debido a la sanción de Fernández. 
Tras descender de categoría al finalizar la temporada 14-15, Osasuna vendió a Andrés Fernández al FC Porto y el protagonismo de Riesgo aumentó. El debarra se repartió la titularidad con Roberto Santamaría jugando ambos casi el mismo número de partidos. Riesgo jugó los 7 primeros partidos de Liga, pero perdió la titularidad, que recuperó solo en los últimos 14 encuentros. La situación de Osasuna llegó a ser crítica estando virtualmente descendido en la última jornada. Los navarros necesitaban empatar para lograr la pemanencia. Osasuna logró empatar, participando Riesgo en ese partido.

### S. D. Eibar

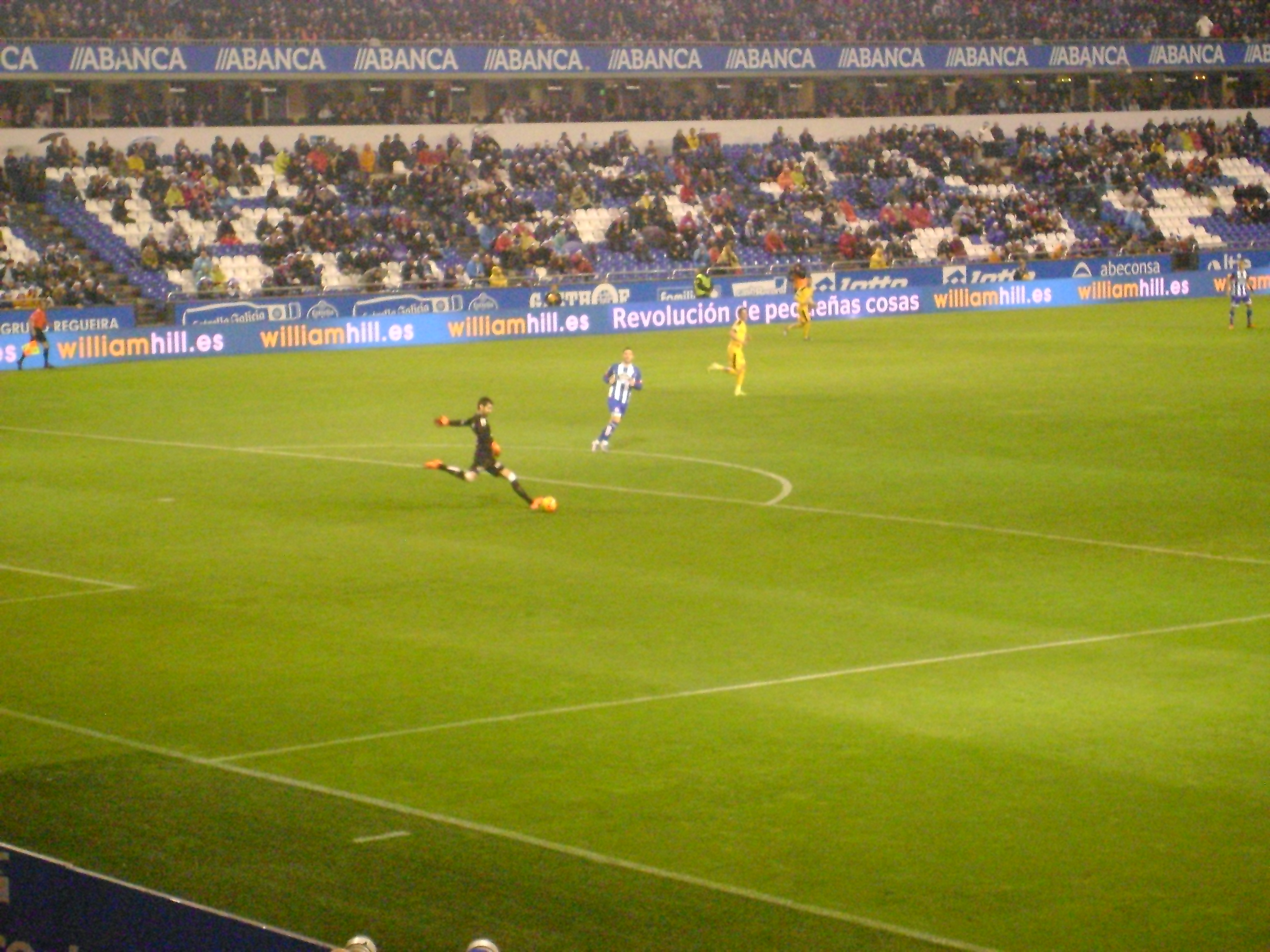
Asier Riesgo en un Deportivo - Éibar.

En agosto de 2015 fichó por la S. D. Eibar, donde debutó en Ipurúa, en el segundo partido de liga, contra el Athletic Club de Bilbao, con victoria por 2 a 0. En esta temporada fue el titular habitual. En noviembre de 2016 firmó una ampliación de contrato hasta junio de 2019.

### Últimos años
El 2 de septiembre de 2019 firmó por un año con el Girona F. C. Jugó 27 partidos y llegó a la final del play-off de ascenso.[cita requerida]
El 8 de septiembre de 2020 se incorporó al C. D. Leganés con un contrato de una temporada. Estuvo tres y estas fueron las últimas de su carrera que finalizó en julio de 2023.

## Selección nacional
Ha sido 9 veces internacional sub-21 con la selección española. También fue campeón de Europa sub-19 en 2002 y subcampeón del mundo Sub-20 con la selección española, donde jugó la final contra Brasil en 2003. También ha disputado once partidos internacionales de carácter amistoso con la selección de fútbol de Euskadi.

## Estadísticas
| Temporada                                 | Club                                      | Categoría                                 | Liga  | Liga  | Copa  | Copa  | Europa | Europa | Total | Total |
| Temporada                                 | Club                                      | Categoría                                 | Part. | Goles | Part. | Goles | Part.  | Goles  | Part. | Goles |
| ----------------------------------------- | ----------------------------------------- | ----------------------------------------- | ----- | ----- | ----- | ----- | ------ | ------ | ----- | ----- |
| 2001/02                                   | Real Sociedad B                           | Segunda División B                        | 16    | -17   | -     | -     | -      | -      | 16    | -17   |
| 2002/03                                   | SD Eibar (Cedido)                         | Segunda División                          | 33    | -27   | 2     | -1    | -      | -      | 35    | -28   |
| 2003/04                                   | SD Eibar (Cedido)                         | Segunda División                          | 24    | -16   | 0     | 0     | -      | -      | 24    | -16   |
| 2003/04                                   | Real Sociedad                             | Primera División                          | 0     | 0     | 0/2   | 0/-3  | 0      | 0      | 2     | -3    |
| 2004/05                                   | Real Sociedad                             | Primera División                          | 36    | -52   | 0     | 0     | -      | -      | 36    | -52   |
| 2005/06                                   | Real Sociedad                             | Primera División                          | 33    | -56   | 0     | 0     | -      | -      | 33    | -56   |
| 2006/07                                   | Real Sociedad                             | Primera División                          | 9     | -18   | 1     | -1    | -      | -      | 10    | -19   |
| 2007/08                                   | Real Sociedad                             | Segunda División                          | 42    | -39   | 1     | -1    | -      | -      | 43    | -40   |
| 2008/09                                   | Recreativo de Huelva (Cedido)             | Primera División                          | 38    | -57   | 0     | 0     | -      | -      | 38    | -57   |
| 2009/10                                   | Real Sociedad                             | Segunda División                          | 7     | -2    | 1     | -2    | -      | -      | 8     | -4    |
| Total Real Sociedad                       | Total Real Sociedad                       | Total Real Sociedad                       | 127   | -167  | 3/2   | -4/-3 | 0      | 0      | 132   | -174  |
| 2010/11                                   | CA Osasuna                                | Primera División                          | 0     | 0     | 2     | -3    | -      | -      | 2     | -3    |
| 2011/12                                   | CA Osasuna                                | Primera División                          | 1     | 0     | 4     | -8    | -      | -      | 5     | -8    |
| 2012/13                                   | CA Osasuna                                | Primera División                          | 1     | -3    | 3     | -3    | -      | -      | 4     | -6    |
| 2013/14                                   | CA Osasuna                                | Primera División                          | 2     | -1    | 3     | -6    | -      | -      | 5     | -7    |
| 2014/15                                   | CA Osasuna                                | Segunda División                          | 22    | -33   | -     | -     | -      | -      | 22    | -33   |
| Total Osasuna                             | Total Osasuna                             | Total Osasuna                             | 26    | -37   | 12    | -20   | -      | -      | 38    | -57   |
| 2015/16                                   | SD Eibar                                  | Primera División                          | 34    | -54   | 0     | 0     | -      |        | 34    | -54   |
| 2016/17                                   | SD Eibar                                  | Primera División                          | 16    | -19   | 1     | 0     | -      |        | 17    | -19   |
| 2017/18                                   | SD Eibar                                  | Primera División                          | 1     | -1    | 1     | -2    |        |        | 2     | -3    |
| 2018/19                                   | SD Eibar                                  | Primera División                          | 14    | -20   | 2     | -4    |        |        | 16    | -24   |
| Total SD Eibar (incluyendo primera etapa) | Total SD Eibar (incluyendo primera etapa) | Total SD Eibar (incluyendo primera etapa) | 122   | -137  | 6     | -7    |        |        | 128   | -144  |
| Total Primera división                    | Total Primera división                    | Total Primera división                    | 185   | -281  | -     | -     | -      | -      | 185   | -281  |
| Total Segunda división                    | Total Segunda división                    | Total Segunda división                    | 128   | 117   | -     | -     | -      | -      | 128   | 117   |

- Actualizado 16 de junio de 2019

## Clubes
| Club                 | País   | Año       |
| -------------------- | ------ | --------- |
| Real Sociedad "B"    | España | 2001-2002 |
| S. D. Eibar          | España | 2002-2004 |
| Real Sociedad        | España | 2004-2008 |
| Recreativo de Huelva | España | 2008-2009 |
| Real Sociedad        | España | 2009-2010 |
| C. A. Osasuna        | España | 2010-2015 |
| S. D. Eibar          | España | 2015-2019 |
| Girona F. C.         | España | 2019-2020 |
| C. D. Leganés        | España | 2020-2023 |

## Palmarés

### Títulos internacionales
| Título                      | Club (*)      | Sede    | Año  |
| --------------------------- | ------------- | ------- | ---- |
| Campeonato de Europa Sub-19 | España sub-19 | Noruega | 2002 |

(*) Incluyendo la selección.